# Rosemarie Wilcken

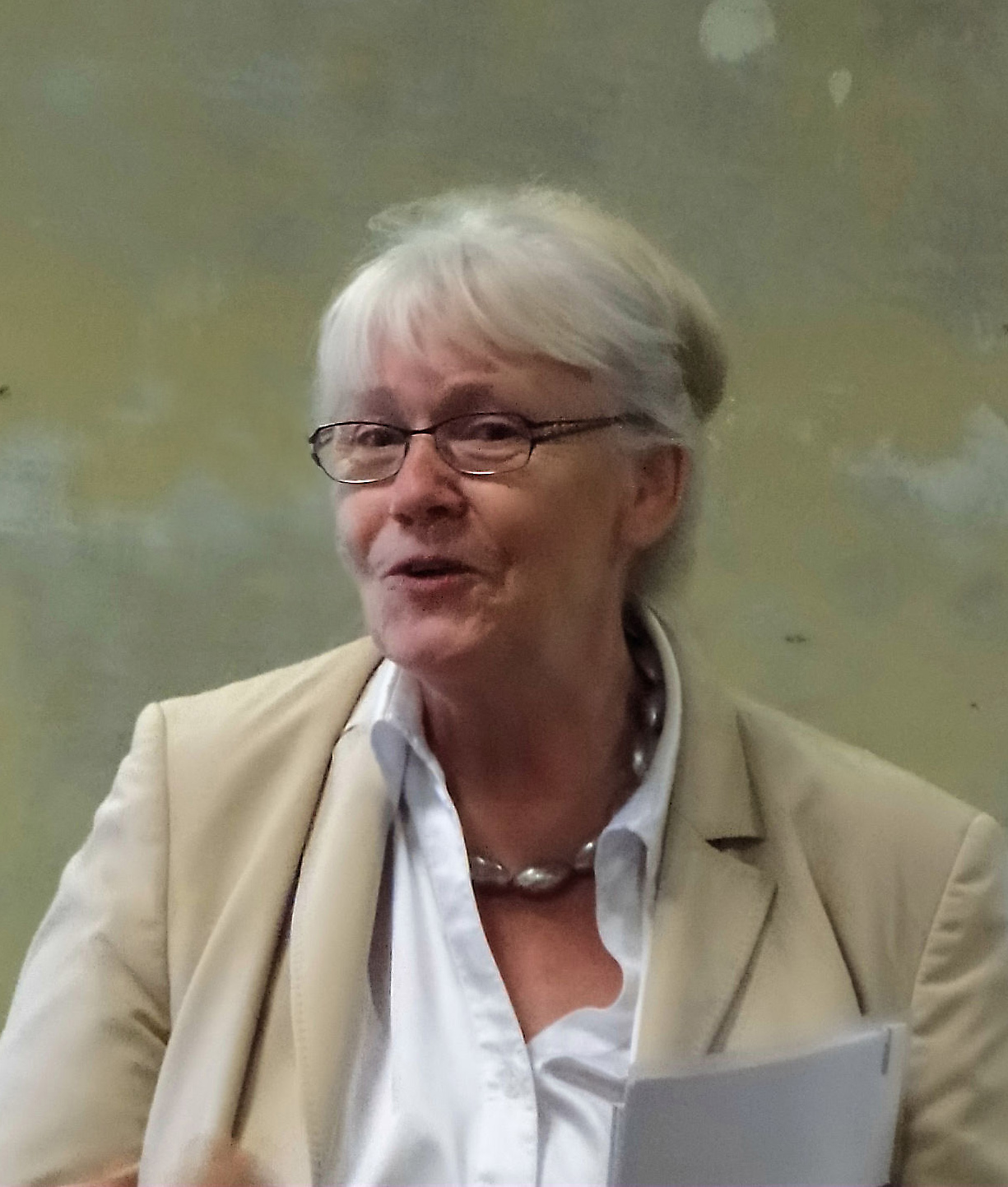
Rosemarie Wilcken im September 2012 anlässlich einer Fördervertragsübergabe und Ausstellungseröffnung der Deutschen Stiftung Denkmalschutz im Kulturhaus Mestlin

Rosemarie Wilcken (* 16. Juni 1947 in Wismar als Rosemarie Schellhase) ist eine deutsche Ärztin und Politikerin (SPD). Sie war von 1990 bis 2010 der erste weibliche Bürgermeister von Wismar. Von Anfang 2011 bis 2014 war sie Vorstandsvorsitzende der Deutschen Stiftung Denkmalschutz (DSD). Sie gehört nun dem neuen Stiftungsrat der DSD an.

## Leben
Rosemarie Wilcken wurde als Tochter des evangelischen Predigers der Landeskirchlichen Gemeinschaft, Schellhase, geboren. Ab 1966 studierte sie Humanmedizin und wurde 1983 promoviert. Bis 1990 praktizierte sie als Allgemeinmedizinerin und Kinderärztin. Sie ist Mutter zweier erwachsener Töchter.

## Politische Tätigkeit
Im Zuge der Wende trat Rosemarie Wilcken der SPD bei und wurde 1990 von ihrer Partei als Bürgermeisterkandidatin nominiert und am 30. Mai 1990 gewählt. Nach Ablauf der Amtsperiode kandidierte sie 2002 erneut für das Bürgermeisteramt in Wismar und wurde mit 79,1 Prozent der Stimmen wiedergewählt. Der Schwerpunkt ihrer politischen Arbeit war die Förderung des Ausbaus der Hansestadt Wismar als Wirtschafts- und Infrastrukturstandort. Ihre Amtszeit endete am 17. Juli 2010.
Neben der Tätigkeit in zahlreichen anderen regionalen und überregionalen Gremien war Rosemarie Wilcken Stellvertreterin des Präsidenten des Deutschen Städtetags, Mitglied des Verwaltungsrats der Bundesagentur für Arbeit, des Verwaltungsrates des NDR (zeitweise deren Vorsitzende) und der sog. Rürup-Kommission.

## Ehrenamtliche Tätigkeit
Seit 1997 bereits Mitglied des Vorstands der Deutschen Stiftung Denkmalschutz, übernahm Rosemarie Wilcken Anfang 2011 von Gottfried Kiesow das Amt der Vorstandsvorsitzenden dieser Stiftung. Im Rahmen dieses Amtes greift Rosemarie Wilcken auch in aktuelle Debatten ein. So forderte sie im April 2013 ihre Parteikollegin und Ministerpräsidentin von Nordrhein-Westfalen, Hannelore Kraft, in einem offenen Brief auf, von geplanten Kürzungen der Denkmalschutzmittel im Landeshaushalt Abstand zu nehmen. „Die Kürzung und Neuausrichtung der Förderpolitik in Nordrhein-Westfalen könnte verheerende Auswirkungen auf den Erhalt des durch Kriegsverluste bereits stark reduzierten Denkmalbestandes im Land haben und wäre ein falsches Signal für die vielen im Denkmalschutz engagierten Bürger“, so Wilcken.
Wilcken war von 2005 bis 2020 Vorstandsvorsitzende der Stiftung Deutsches Hilfswerk und damit zugleich Vorsitzende des Aufsichtsrats der Soziallotterie Deutsche Fernsehlotterie. Für dieses Ehrenamt wurde sie vom Präsidium des Deutschen Städtetages benannt.

## Auszeichnungen
- 1999: Bundesverdienstkreuz am Bande
- 2005: Preis der Albert-Schulz-Stiftung zusammen mit dem Bürgermeister von Tessin, Fred Ibold, für ihre Tätigkeit, die „in schwierigen Zeiten mit Zähigkeit und beispielhaftem persönlichen Einsatz ihren Städten einen Neuanfang gesichert und sie zur Blüte geführt“[5] hätten.
- 2010: Bundesverdienstkreuz 1. Klasse[6]
- 2011: Ehrenmitglied des Deutschen Städtetags[7]
- 2015: Ehrenbürgerin von Wismar[8]

## Schriften
- Neurologische Nachuntersuchungen eines Geburtenjahrganges einer mittelgrossen Stadt im Alter von 6–7 Jahren. Dissertation. Akademie für Ärztliche Fortbildung der DDR, Berlin 1983, DNB 840012292.